# ГЕС Chōnghūěr
ГЕС Chōnghūěr (冲乎尔水电站) — гідроелектростанція на північному заході Китаю в провінції Сіньцзян. Використовує ресурс із річки Burqin, правої притоки верхньої течії Іртишу, яка у нас відома як Чорний Іртиш. 
В межах проекту річку перекрили греблею із ущільненого котком бетону висотою 74 метра, довжиною 545 метрів та шириною від 8 (по гребеню) до 53 (по основі) метрів. Вона утримує водосховище з об’ємом 84 млн м3 та корисним об'ємом 48 млн м3. 
Пригреблевий машинний зал обладнали чотирма турбінами потужністю по 27,5 МВт, які використовують напір у 48 метрів  та забезпечують виробництво 390 млн кВт-год електроенергії на рік.
Видач продукції відбувається по ЛЕП, розрахованій на роботу під напругою 110 кВ.